# Kleisterverband
Der Kleisterverband oder Stärkeverband ist eine veraltete Methode zur Heilung von Knochenbrüchen. Der Kleisterverband wurde 1834 von Louis Joseph Seutin (1793–1862) eingeführt und später vom Gipsverband abgelöst. Von manchen Chirurgen wurde der Kleisterverband jedoch noch bis zum Anfang des 20. Jahrhunderts angewandt.
Der Kleisterverband wird in der Weise angelegt, dass man das gebrochene Glied mit einer Flanellbinde, anschließend mit Mullbinden umwickelt und dann gekochten Stärke- oder Buchbinderkleister aufstreicht (Stärkeverkleisterung). Zur zusätzlichen Verstärkung und zur Sicherung dienen biegsame Pappschienen. Die Kleisterschichten wechseln mit den Mullbinden in etwa drei bis vier Lagen ab.
Die Stärkebinden sind Steifgazebinden, appretierte Gazebinden oder Blaubinden. Nach Karl Unna (1880–1964) verwendete man meist zwanzigfädige Mullbinden, die mit Reisstärke oder Kartoffelstärke imprägniert wurden. In lauwarmem Wasser erweicht, passen sie sich der Körperoberfläche gut an und geben nach erfolgter Trocknung einen leichten Stützverband ab. Diese Methode als einzige Stütze ist zur Frakturbehandlung unzureichend. Wegen der entstehenden Härte und zur Abdichtung ist stets auch ein Mullverband anzulegen.

## Geschichte
Eine zehnseitige Darstellung des Kleisterverbandes schrieb Gustav Wolzendorff (1834–1926) mit ausführlichem Literaturverzeichnis in der Real-Encyclopädie der gesammten Heilkunde.